# انسیه ملکی
انسیه ملکی  طراحی صدا و میکس و مدرس سینمای ایران می‌باشد.
وی فارغ تحصیل کارشناسی ارشد رشته طراحی و میکس صدا، دانشگاه بنمورث، انگلستان می‌باشد.

## زندگی‌نامه
انسیه ملکی تحصیلات آکادمیک خود را در زمینه طراحی صدا در سینما در انگلستان آغاز کرد و مدرک لیسانس و فوق لیسانس خود را  از دانشگاه لندن  و بورنموث در سال‌های ۲۰۰۸ و ۲۰۱۰ دریافت کرد . او  در طول اقامت خود  در لندن، تجربه‌های زیادی را با همکاری فیلمسازان جوان و مستقل در انگلستان تجربه کرد.
در سال ۲۰۱۲، او از سوی  Video Symphony در لس‌آنجلس و Sky walker در سان فرانسیسکو  ، آمریکا، یک بورس تحصیلی دریافت کرد تا دوره پیشرفته طراحی صدا را با استفاده از ابزارهای حرفه‌ای  با افراد بسیار شناخته شده در صدای سینمای آمریکا تجربه کند.
از أواخر سال ٢٠١٢، او به عنوان طراح و تركيب صدا در سينماي ايران و خارج از ايران فعاليت دارد. او به عنوان یکی از طراحان و سردبیری نظارت صدا در استودیوی ماه، به عنوان یکی از معتبرترین استودیوهای Post production در تهران، فعالیت میباشد.
وی توانست با موفقیت و با افتخار چندین جایزه معتبر را به استودیو مون، از جمله «جشنواره بین‌المللی فیلم‌های شهری»  «سینمای حقیقت» و «خانه سینما»بفرستد.
انسیه ملکی که در چندین پروژه فیلم به کارگردانی فیلمسازان شناخته شده بین‌المللی، از جمله عباس کیارستمی، رخشان بنی اعتماد، بهمن فرمان‌آرا، محسن مخملباف و ایدا پناهنده، کار کرده‌است.

## فیلم شناسی
- جایی برای فرشته ها نیست(طراح ومیکس صدا)
- عامه‌پسند (طراح ومیکس صدا)
- پاییز نیکادوس (طراح ومیکس صدا)
- همچنان که میمردم (طراح و میکس صدا)
- کلینر (کوتاه) (میکس صدا)
- اهل اب (مستند کوتاه) (صدا)
- کاسکو (کوتاه) (طراح و میکس صدا)
- معرف (مستند) (طراح و میکس صدا)
- حکایت دریا (مخلوط صدا) / (طراح و میکس صدا)
- چند ملاقات با یک زن (مستند) (طراح و میکس صدا)
- وطن دار (کوتاه مستند) (نظارت بر ویرایش صدا)
- در جستجوی فریده (مستند) (طراح و میکس صدا)
- نیمه پنهان ماه (مستند) (طراح و میکس صدا)
- همسایگی (کوتاه) (طراح و میکس صدا)
- پسران سندباد (مستند) (طراح و میکس صدا)
- همسایه رودخانه (مستند کوتاه) (طراح و میکس صدا)
- فیلم کوتاه دربارهٔ عباس کیارستمی مدیر (کوتاه) (طراح و میکس صدا)
- نانوشته (طراح و میکس صدا)
- نقطه و شیر (مستند کوتاه) (طراح و میکس صدا)
- ۲۴ فریم (طراح و میکس صدا)
- تومارو لند (مستند) (طراح و میکس صدا)
- من و کن (مستند کوتاه) (طراح و میکس صدا)
- لانگ شات عباس کیارستمی (مستند) (طراح و میکس صدا)
- آقای ولی (طراح و میکس صدا)
- فیلم سینمایی پروو (طراح و میکس صدا)
- یک روز طولانی (طراح و میکس صدا)
- مرا به خانه ببر به کارگردانی عباس کیارستمی (کوتاه) (طراح و میکس صدا)
- ای آدمها فیلم به کارگردانی رخشان بنی‌اعتماد (مستند) (طراح و میکس صدا)
- معصومه (مستند) (طراح و میکس صدا)
- لانتوری (صدا)
- الکل (طراح و میکس صدا)
- چند متر بالاتر (کوتاه) (طراح و میکس صدا)
- مانکن‌های قله حسن خان (مستند) (طراح و میکس صدا)
- کهریزک تجریش (مستند کوتاه) (طراح و میکس صدا)
- مستأجر به کارگردانی محسن مخملباف (کوتاه) (طراح و میکس صدا)
- محمد رسول‌الله (فیلم) (طراح و میکس صدا)
- دلم می‌خواد (طراح و میکس صدا)
- اتاق دوم (مستند کوتاه) (طراح و میکس صدا)
- فیلم سینمایی پیرمرد (طراح و میکس صدا)
- جشن تکلیف (مستند) (طراح و میکس صدا)
- سایه‌ها هرجا که بخواهند می‌روند (مستند کوتاه) (طراح و میکس صدا)
- برلین ۷- (صدا)
- نفس عمیق (کوتاه) (طراح و میکس صدا)
- تقسیم شده (کوتاه) (طراح و میکس صدا)

## جوایز
- (تندیس زرین بهترین دستاورد فنی یا هنری فیلم مستند) خانه سینما انسیه ملکی برای فیلم مانکن‌های قلعه حسن خان
- (تندیس زرین بهترین دستاورد فنی یا هنری فیلم مستند) جشنواره بین‌المللی شهر انسیه ملکی برای فیلم مانکن‌های قلعه حسن خان
- نامزد تندیس بهترین صدای فیلم در جستجوی فریده جشنواره «سینماحقیقت»
- دیپلم افتخار صداگذاری فیلم مستند مانکن‌ها
- (تندیس زرین بهترین صداگذاری) خانه سینما برای فیلم در جستجوی فریده
- جشنواره بین‌المللی فیلم‌های شهری